# Комплексні дослідницькі навчання Дуель-99
Комплексні дослідницькі навчання «Дуель-99» — масштабні навчання які пройшли з 11 по 14 жовтня 1999 року на полігоні поблизу мису Чауди. Для вирішення учбово-дослідницьких завдань було створено угруповання всіх видів Збройних Сил на той час: ВПС, ППО, ВМС і Сухопутних військ, відпрацьовувалось управління військами при підготовці та проведенні повітряної та протидесантної операції на окремому напрямку. За навчаннями спостерігали 7 міністрів країн СНД, зокрема, глави військових відомств Росії, Грузії, Вірменії, Білорусі, Молдови і Таджикистану. У маневрах, якими керував перший заступник Міністра Оборони України генерал-полковник Біжан Іван Васильович, взяли участь понад 20 командних пунктів і пунктів управління, 30 зенітно-ракетних дивізіонів, 52 літальних апарати. В акваторії Чорного моря завдання виконували чотири кораблі Військово-Морських Сил. Понад 1000 одиниць спеціальної та автомобільної техніки. Всього в навчаннях брали участь близько 4,5 тисячі військових.

## Перебіг
Головну роль у «Дуелі-99» відігравали Військово-Повітряні Сили та Війська Протиповітряної Оборони, між якими вперше в історії Збройних Сил України розігрувалася реальна дуельна ситуація. Завдання підрозділів ППО — відбиття повітряної агресії з виконанням бойових стрільб по повітряних і надводниї силах. У свою чергу ВПС мали за мету завоювання оперативної переваги у повітрі над умовним противником, подолання його системи ППО, знищення замаскованних командних пунктів та ураження повітряних і наземних цілей.
За лендою навчань "блакитні" надавали допомогу сепаратистським рухам із метою усунення від влади конституційних органів управління "помаранчевих", утворення на їх південно-західних та південних территоріях держави, орієнтованної політично та економічно на "блакитних", і розпочинають проведення повітряної наступальної операції.
Командир корпусу Протиповітряної Оборони генерал-майор Сергій Клімов доповів заступнику Міністра Оборони України-командувачу Військ ППО генерал-полковнику Олександру Стеценку про виявлення засобами розвідку об'єднання повітряних цілей, що наближаються до державного кордону "помаранчевих", і отримав наказ у разі його порушення знищити літаки-розвідники силами винищувальної авіації, розпочати масовану постановку радіоелектронних перешкод, посилити ведення розвідки, та вивести мобільні зенітно ракетні дивізіони для ведення дій із засад на нападонебезпечних напрямках.
У цей час у небі над бойовими позиціями "помаранчевих" працювали екіпажі 511-го окремого авіаційно розвідуального полку. Су-17М4Р, пілотований військовим льотчиком 1 класу підполковником Юрієм Яковузиком, та 2 літаки Су-24МР підполковників Андрія Соколова та Миколи Аришкового на низьких висотах, систематично застосовуючі протиракетні маневри та ефект зміщеного віражу, пролетіли над підрозділами умовного противника, провівши радіотехнічну, фото, інфрачервону та візуальну розвідку. Війська ППО вирішили передчасно не розкривати свої позиції, та не відкривати вогонь. Радіолокаційною розвідкою було встановлено початок масованого нальоту авіації, після чого командування "блакитних" вирішило підсилити засоби повітряної розвідки з метою викриття органів управління та системи ППО "помаранчевих" у тактичній глибині. Командирові авіаційного корпусу надійшла команда на знищення літаків-розвідників, роль якого виконував дистанційно пілотований розвідувальний літальний апарат "Рейс". Для виконання команди було піднято у повітря чергову пару від 161-го винищувального полку. Два Міг-29, пілотовані командиром 161-го ВАПу військовим льотчиком 1 класу полковником Миколою Андрющенко та веденим, льотчиком 1 класу Володимиром Проценком, вийшли у зону перехоплення цілі. Першою ж ракетою Р-73 пара знищила розвідник "блакитних"..
За сценарієм навчань, умовний противник, на основі зібраної розвідувальної інформації, вирішив завдати ракетно-бомбового удару по позиціях військ "помаранчевих". Льотчики 161 ВАП підполковник Ігор Лопухов та капітан Володимир Бриліантов на висоті трьох тисяч метрів поставили парашутні мішені М-6, які імітували літаки ударної авіації "блакитних". Політ на перехоплення та знищення виконали пілоти-винищувачі Олег Захарчук та Андрій Даниленко, знизившись з висоти 1500 метрів до шестисот метрів, використовуючи рельєф місцевості наблизились на відстань 15 кілометрів до мішені, та виконали запуск двох ракет, знищивші мішень з першого разу. Наступна пара винищувачів, також знищила мішень першої ракетою.
Наземні підрозділи закінчували приготування до бою. Маневр здійснили 6-й ЗДРН 148-ї зенітної ракетної бригади ЗРК С-300ПС на чолі з підполковником Андрієм Михайловим та 1-й зенітний ракетний дивізіон майора Андрія Бєлова з 25-ї ЗРБр, озброєний комплексом С-300В1 "Гладіатор". У зону ураженя увійшли 4 повітряні мішені типу "Рейс", імітуючи крилаті ракети "блакитних". Дивізіони офіцерів Михайлова та Бєлова, виявивши противника на дальності 90 км, почали їх супроводження та знищили комплексом С-300В1 "Гладіатор".
Кораблями радіолокаційного дозору виявлено надводного противника, який намагається провести ракетний напад. Командувачем "помаранчевих" було прийнято рішення про зустрічний удар, який виконала 199-а ракетна бригада оперативно-тактичних ракет. Підлеглі підполковника Андрія Коленникова запустили у бік атакуючих ракету Р-17. Слідом за нею вогневого ураження завдала 459-а ракетна бригада підполковника Анатолія Кличка, озброєна тактичними комплексами "Точка-У".
Для дорозвідки над позиціями ЗРК С-75 літак Су-17М4Р пілотований підполковником Анатолієм Короткіним, виявив наземні цілі і по радіо передав їх координати командиру ударної групи. З бойового розвороту при повторному виході на об'єкт розвідник двома бомбами позначив його для літаків прориву..
"Помаранчеві" підняли у повітря чергову ланку МіГ-29, яка була атакована парою умовного противника, роль якої, виконували пілоти пілотажної групи «Українські Соколи» під керівництвом льотчика-винищувача 1 класу полковника Віктора Росошанського.
Ударна група "помаранчевих" у складі 2 літаків Су-25 із 299-го окремого штурмового авіаполку під командуванням льотчика 2-го класу підполковника Олександра Ястребова, атакували позиції ЗРК С-75. Після вичерпання їх боєзапасу, їм на зміну заступають два Су-24М під керівництвом командира 947-го бомбардувального полку полковника Віктора Левкова. Для закріплення успіху "помаранчеві" приймають рішення про ракетно-бомбовий удар по об'єктах фронту і тилу противника із залученням літаків важкої бомбардувальної та штурмової авіації.
Командир 299-го окремого штурмового авіаполку полковник Микола Ряба веде 8 екіпажів Су-25 до лінії фронту. Для відновлення потужності ППО на окремих ділянках, дивізіони комплексів "Бук", "Круг", С-300ПС "помаранчевих" здійснили марш із засад.
Остаточно зруйнувавши систему ППО умовного противника, авіація "помаранчевих" надсилає в напрямку аеродрому Багерове для завдавання бомбового удару Су-24М. Важкі бомбардувальники Ту-22М3 з відстані 200 км від місця бойових дій керованими ракетами обстрілюють ВМС "блакитних" та під прикриттям винищувачів приготувалися до бойових порядків, маючи головне завдання — знищення теплової електростанції. Екіпажі підполковника Олександра Волкова та майора Глущенко зі складу 185 ВБАП супроводжувала ланка Су-27. Минаючи берегову смугу, перша пара літаків прикраття на форсажній швидкості залишила основну групу, для розчищення повітряного простору у районі ТЕЦ в зоні роботи Ту-22М3..
Після маршу зенітні ракетні підрозділи "помаранчевих" зайняли нові місця розташування, перевели техніку та озброєння з похідного положення у бойове. Згодом розвідка знову викрила повітряні цілі — постановщики перешкод. Знищити їх було наказано обслугам ЗРК С-200 540-го зенітного ракетного полку.
В навчаннях «Дуель-99» уперше в умовах полігону Чауди до бойових стрільб залучалися дані комплекси дальньої дії. Задачу виконував розразунок, очолюваний підполковником В'ячеславом Шамком. У ролі мішені постановщика перешком було задіяно БПЛА «Стриж». До задачі підключили ЗРК С-300ПС. У виконанні задачі відзначився особовий склад 25-ї зенітної ракетної бригади — офіцери Сергій Бєлов, Констянтин Лисичко, Юрій Мещеряков, Андрій Соляние.
Після цього, повітряну оборонну операцію було завершено. "Помаранчеві" відбили перший масований ракетно-авіаційний удар умовного противника і після оперативного "стрибка" на 15 діб війська приступили до втілення в життя плану протидесантної оборонної операції.
Реальну надводну ціль на відстані 11 кілометрів від берега виконувала баржа. Бойові пуски по ній здійснили підрозділи ЗРК С-125 майора Ігоря Чернова та ЗРК С-75 офіцера Валерія Леончука.
За легендою у районі розташування одного із зенітних ракетних підрозділів противник висадив тактичний повітряний десант силами близько батайльйону, під прикриттям гелікоптерів вогневої підтримки. За командою командира 371-ї реактивної артилерійської бригади вогнем систем залпового вогню "Смерч" цілі були знищені.
Під час навчань велика увага приділялася дослідженню нових зразків військової техніки та озброєння. Паралельно з діями на морі тривав двобій між ВПС та ППО, під час якого проходила полігонні випробування нова вітчизняна система протидії високоточній зброї під назвою "Сполох".
Для морської компоненти навчань, на відстанях 8, 6 та 4 кілометрах було установлено повітряні мішені М-6. Корвет "Луцьк" та фрегат "Гетьман Сагадачний" вели вогонь по ним, максимально використовуючи власні зенітні вогневі засоби. Було задіяно 2 ЗРК "Оса", велась стрільба з двох універсальних одноствольних 100 і 76 мм. та двох 30-мм шестиствольних артилерійських комплексів. Ухиляючись під некерованих авіаційних бомб, кораблі збільшили хід до повного і під прикриттям аерозольної завіси одночасно звернули праворуч, виходячи з району бойових дій для виконання інших завдань.
Висадку десанту "блакитних" було зірвано. Тактичні навчання закінчилися..

## Оцінки
Комплексні дослідницькі навчання "Дуель-99" стали важливим випробуванням на бойову спроможність для всіх видів Збройних Сил України. За перебігом подій, що відбувалися на полігоні Чауда, спостерігав Міністр оборони України Олександр Кузьмук, міністри оборони Росії, Грузії, Білорусі, Молдови, представники держав-учасниць Північно-атлантичного альянсу.
За підсумками 1998-1999 навчального року та навчань, колегія МОУ визначила Війська ППО, найкращим видом Збройних Сил України.